# Medvjeđa pećina kod uvale Lučica (Lošinj)
Medvjeđa pećina kod uvale Lučica (Lošinj) este o arie protejată (sit de importanță comunitară — SCI) din Croația întinsă pe o suprafață de 0,78 ha, integral marine.

## Localizare
Centrul sitului Medvjeđa pećina kod uvale Lučica (Lošinj) este situat la coordonatele 44°36′58″N 14°24′15″E / 44.615991°N 14.40414°E.

## Înființare
Situl Medvjeđa pećina kod uvale Lučica (Lošinj) a fost declarat sit de importanță comunitară în iulie 2013 pentru a proteja un număr necunoscut de specii din flora spontană și fauna sălbatică aflate în arealul zonei.

## Biodiversitate
Situată în ecoregiunea marină mediteraneană, aria protejată conține 1 habitat natural: Peșteri marine scufundate complet sau parțial.
La baza desemnării sitului se află un număr nedeclarat de specii protejate.